# Seba (Bijbel)
Seba (Arabisch: سبأ, Sabaʼ; Hebreeuws: שבא, Sh'va; Ge'ez, Amhaars, Tigrinya: ሳባ, Saba) wordt vermeld in de Hebreeuwse Bijbel, het Nieuwe Testament en de Koran als het rijk waar koningin Makeda, beter bekend als de koningin van Seba, over heerste.
De exacte locatie is onbekend, maar vermoed wordt dat het in Jemen gelegen heeft, of dat een deel van het huidige Ethiopië en Jemen deel uitmaakten van dit rijk. Een identificatie met het Koninkrijk Saba in Jemen lijkt voor de hand te liggen maar levert enige anachronismen op.